# Елешница (Грчка)
Елешница (грч. Φαιά Πέτρα, Феа Петра) је насељено место у општини Синтика у периферији Средишња Македонија, Грчка. Према попису из 2021. године био је 61 становник.
Према бугарском географу и историчару, Василу Канчову, у Елешници је 1900. године живело 340 Словена хришћана. Године 1924. принудно је исељено 100 Словена у Бугарску а на њихово место је насељено 10 грчких избегличких породица, укупно 35 особа. На попису из 1928. године Елешница је имала 279 становника, од чега су апсолутна већина били Словени.